# Telstar 19V
Telstar 19V (Telstar 19 Vantage) je telekomunikační družice, kterou vyrobila americká společnost Space Systems Loral a provozovatelem je kanadská společnost Telsat. Její pracovní pozice je na geostacionární dráze na 63° západní délky, na stejné pozici, jako operuje družice Telstar 14R. Svým signálem bude pokrývat Jižní Ameriku, Karibik, severní část Kanady a severní část Atlantského oceánu.
Telstar 19V byl vynesen pomocí nosné rakety Falcon 9 Block 5 společnosti SpaceX, sídlem v kalifornském Hawthornu. Z důvodu vysoké váhy byl satelit vynesen pouze na sub-GTO a ne na přechodovou dráhu ke geostacionární dráze, jako je u podobných letů zvykem. První stupeň následně přistál na plovoucí plošině. Jednalo se o druhý let verze Block 5 a první let stupně B1047. Statický zážeh před letem proběhl 18. července 2018 kolem 23:00 SELČ.